# KV Eendracht Aalter
Maillots
Dernière mise à jour : 3 août 2017.
Le Koninklijke Voetbalvereniging Eendracht Aalter est un club de football belge, localisé dans la commune d'Aalter, en Flandre-Orientale. Porteur du matricule 4763, le club évolue en première provinciale lors de la saison 2017-2018. Au cours de son Histoire, il a disputé 27 saisons dans les divisions nationales, toutes en Promotion, le quatrième niveau national. Il est entraîné depuis 2009 par l'ancien international belge Hans Christiaens.

## Histoire
Le Voetbalvereniging Eendracht Aalter est fondé juste après la fin de la Seconde Guerre mondiale, et rejoint l'Union Belge le 1er août 1947. Il reçoit le matricule 4763, et est versé au dernier niveau régional. Durant les vingt-cinq saisons qui suivent, le club gravit les échelons régionaux et provinciaux, et atteint finalement la Promotion, dernier niveau national, en 1971. Le club est relégué en première provinciale au terme de la saison. Il remonte en nationales après un an, et y joue cette fois trois saisons. En 1976, il est à nouveau renvoyé vers les séries provinciales.
Après une saison en première provinciale, l'Eendracht Aalter revient en Promotion. Cette fois, le club assure facilement son maintien la première année, et se mêle aux meilleures équipes de la série par la suite. En 1980, il termine à égalité de points avec l'US Tournai en tête de sa série. Il est cependant classé deuxième pour avoir remporté une victoire de moins, et manque donc la montée en Division 3 de peu. Le club termine encore troisième en 1982, mais il est relégué en provinciales deux ans plus tard.
Aalter met cette fois cinq ans pour remonter en Promotion, y joue deux saisons, puis redescend une nouvelle fois en première provinciale. Après une saison, il est de retour en nationales, et termine d'emblée parmi les meilleurs, obtenant une quatrième place en 1993. Les saisons suivantes, le club s'installe dans le « sub-top » de sa série. Le 4 juillet 1996, le club est reconnu « Société Royale » et prend son nom actuel. En 1998, il se qualifie pour le tour final pour la montée en troisième division. Il en est éliminé dès le premier tour par l'Eendracht Meldert, et reste donc en Promotion. Le club finit encore deuxième en 2003, à deux points du champion Wetteren. À nouveau qualifié pour le tour final, il échoue dans la course à la promotion en Division 3.
Trois ans plus tard, Aalter termine treizième, et doit dès lors passer par les barrages pour assurer son maintien. D'abord battu par Hoogstraten, il doit disputer le tour final interprovincial. Il rencontre Grivegnée, un club issu de la province de Liège qui vise une première accession à la Promotion. Alors qu'Aalter mène 4-1 à la mi-temps, le cours du match s'inverse complètement en seconde période, et les liégeois finissent par l'emporter 4-5. Après quatorze saisons consécutives en nationales, le club est relégué en première provinciale.
Les choses ne vont pas mieux pour le club, qui lutte toute la saison contre une seconde relégation consécutive. Il doit même disputer un test-match sur le terrain du Sparta Ursel, qu'il remporte 1-5 et évite ainsi la descente. Aalter ne peut éviter la relégation la saison suivante, et est renvoyé en deuxième provinciale en 2009. Le club passe tout près du titre la première saison, puis parvient à remonter en première provinciale l'année suivante grâce à sa victoire lors du tour final. Il retrouve l'élite provinciale en 2011, avec l'ambition de remonter en Promotion le plus vite possible. C'est tout le contraire qui se produit, avec une relégation au terme de la saison. Il joue donc en deuxième provinciale depuis la saison 2012-2013.

## Résultats dans les divisions nationales
Statistiques arrêtées au 24 juin 2013

### Bilan
| Niv | Divisions     | Jouées | Titres | TM Up | TM Down |
| --- | ------------- | ------ | ------ | ----- | ------- |
| I   | 1re nationale | 0      | 0      |       |         |
| II  | 2e nationale  | 0      | 0      |       |         |
| III | 3e nationale  | 0      | 0      |       |         |
| IV  | 4e nationale  | 27     | 0      | 2     | 1       |
| V   | 5e nationale  | 0      | 0      |       |         |
|     |               |        |        |       |         |
|     | TOTAUX        | 27     | 0      | 2     | 1       |

- TM Up : test-match pour départager des égalités, ou toutes formes de Barrages ou de Tour final pour une montée éventuelle.
- TM Down : test-match pour départager des égalités, ou toutes formes de Barrages ou de Tour final pour le maintien.

### Classements saison par saison
| Ordre               | Saison  | Nom du club         | Niveau            | Classement final | Remarques               |
| ------------------- | ------- | ------------------- | ----------------- | ---------------- | ----------------------- |
| 1                   | 1971-72 | V Eendracht Aalter  | Promotion série D | 15e/16           | Relégué!                |
| séries provinciales |         |                     |                   |                  |                         |
| 2                   | 1973-74 | V Eendracht Aalter  | Promotion série C | 8e/16            |                         |
| 3                   | 1974-75 | V Eendracht Aalter  | Promotion série A | 12e/16           |                         |
| 4                   | 1975-76 | V Eendracht Aalter  | Promotion série A | 14e/16           | Relégué!                |
| séries provinciales |         |                     |                   |                  |                         |
| 5                   | 1977-78 | V Eendracht Aalter  | Promotion série C | 7e/16            |                         |
| 6                   | 1978-79 | V Eendracht Aalter  | Promotion série B | 5e/16            |                         |
| 7                   | 1979-80 | V Eendracht Aalter  | Promotion série A | 2e/16            | [ saisons 1 ]           |
| 8                   | 1980-81 | V Eendracht Aalter  | Promotion série A | 11e/16           |                         |
| 9                   | 1981-82 | V Eendracht Aalter  | Promotion série A | 3e/16            |                         |
| 10                  | 1982-83 | V Eendracht Aalter  | Promotion série A | 7e/16            |                         |
| 11                  | 1983-84 | V Eendracht Aalter  | Promotion série A | 15e/16           | Relégué!                |
| séries provinciales |         |                     |                   |                  |                         |
| 12                  | 1989-90 | V Eendracht Aalter  | Promotion série A | 6e/16            |                         |
| 13                  | 1990-91 | V Eendracht Aalter  | Promotion série A | 14e/16           | Relégué!                |
| séries provinciales |         |                     |                   |                  |                         |
| 14                  | 1992-93 | V Eendracht Aalter  | Promotion série A | 4e/16            |                         |
| 15                  | 1993-94 | V Eendracht Aalter  | Promotion série A | 12e/16           |                         |
| 16                  | 1994-95 | Eendracht Aalter    | Promotion série A | 8e/16            |                         |
| 17                  | 1995-96 | V Eendracht Aalter  | Promotion série A | 9e/16            |                         |
| 18                  | 1996-97 | KV Eendracht Aalter | Promotion série A | 4e/16            |                         |
| 19                  | 1997-98 | KV Eendracht Aalter | Promotion série A | 5e/16            | Tour final!             |
| 20                  | 1998-99 | KV Eendracht Aalter | Promotion série A | 10e/16           |                         |
| 21                  | 1999-00 | KV Eendracht Aalter | Promotion série A | 9e/16            |                         |
| 22                  | 2000-01 | KV Eendracht Aalter | Promotion série A | 8e/16            |                         |
| 23                  | 2001-02 | KV Eendracht Aalter | Promotion série A | 10e/16           |                         |
| 24                  | 2002-03 | KV Eendracht Aalter | Promotion série A | 2e/16            | [ saisons 3 ]           |
| 25                  | 2003-04 | KV Eendracht Aalter | Promotion série A | 12e/16           |                         |
| 26                  | 2004-05 | KV Eendracht Aalter | Promotion série A | 8e/16            |                         |
| 27                  | 2005-06 | KV Eendracht Aalter | Promotion série A | 13e/16           | Relégué après barrages! |
| séries provinciales |         |                     |                   |                  |                         |

## Anciens joueurs connus
- Franky Mestdagh, ancien gardien de but au Cercle de Bruges, avec lequel il remporte la Coupe de Belgique 1985, commence sa carrière à Aalter en 1982-1983, il revient au club en 1992 et y joue encore deux saisons.